# Моји драги добротвори
„Моји драги добротвори” је југословенски ТВ филм из 1970. године. Режирао га је Ванча Кљаковић а сценарио је написала Зора Дирнбах.

## Улоге
| Глумац           | Улога             |
| ---------------- | ----------------- |
| Реља Башић       | Фери              |
| Иво Сердар       | Балтик            |
| Шпиро Губерина   | Јероним, поштар   |
| Зденка Хершак    | Катарина          |
| Андреј Кљаковић  | Јошка, ђецак      |
| Звонко Лепетић   | Матијаш           |
| Златко Мадунић   |                   |
| Круно Валентић   | Адам, милиционер  |
| Крешимир Зидарић | Директор творнице |